# 天主教蒲圻教区
蒲圻教區（拉丁語：Dioecesis Puchivanus）是羅馬天主教會在中國湖北省東南部設立的一個教區，屬於漢口教省。

## 概況
1951年5月10日，蒲圻宗座監牧區升格為蒲圻教區，屬於漢口教省。
1950年，蒲圻教區信徒人數為5,413人、5個堂區、12位司鐸和12位修女。教座位於湖北省赤壁赤壁天主教主教座堂。教區自2017年塗世華主教去世後，教區一直處於教座出缺狀態。

## 歷史
1923年12月12日，在宗座駐華代表剛恒毅總主教的協調下，從湖北東境宗座代牧區分出4個縣，設立蒲圻宗座監牧區。;由華籍方濟會會士負責管理，這亦是中國首個由中國籍教區。
1926年10月28日，由時任教宗庇護十一世親自祝聖成和德主教，成為蒲圻宗座監牧區首任宗座監牧。1926年蒲圻宗座監牧區轉交中國籍教區神職人員管理，當時宗座監牧區信徒共1,281人，望教者共有3,915人。9位司鐸分別在36間教堂服務，全監牧區共有修生18人。
1949年10月1日，中國共產黨在中國大陸地區建立中華人民共和國，並開始針對天主教進行宗教迫害及打壓，教會已經無法正常功能。1951年5月10日，蒲圻宗座監牧區升格為蒲圻教區，李道南成為首任教區正權主教。
李道南主教與中國共產黨合作，加入中國政府控制組織愛國會，並出席1957年6月至7月舉行的中國天主教第一次代表會議。1958年4月13日，李主教未經時任教宗庇護十二世准許祝聖非2自選自聖董光清和袁文華為主教。
1966年至1979年文化大革命期間，所有宗教活動停止，與政府合作的李主教也未能幸免被批鬥迫害至死亡。
在宗座的紀錄中，一直在北京生活的愛國會主教塗世華於2001年被改任為蒲圻教區主教，直至他2017年1月4日去世為止。
2000年，中國天主教愛國會未經聖座准許，擅自將漢口教省的蘄州教區併入蒲圻教區。

## 歷任主教

### 蒲圻宗座監牧
- 成和德主教, O.F.M.（1924年3月21日-1928年11月13日）[5]
- 張敬修神父（1929年4月16日-1941年4月20日）[6]
- 李道南神父, O.F.M.（1949年2月23日-1951年5月10日）[7]

### 蒲圻主教
- 李道南主教, O.F.M.（1951年5月10日-1973年）
- 教座從缺（1973年-2001年）
- 塗世華主教, O.F.M.（2001年- 2017年1月4日）：非法自選自聖，去世後2018年獲教宗赦免。[8][9][10]
- 教座從缺（2017年-現在）